# Argentochiloides
Argentochiloides là một chi bướm đêm thuộc họ Crambidae.